# حمام روستای میر
حمام روستای میر مربوط به اوایل دوره قاجار است و در شهرستان طالقان، روستای میر واقع شده و این اثر در تاریخ ۱۲ بهمن ۱۳۸۱ با شمارهٔ ثبت ۷۰۶۱ به‌عنوان یکی از آثار ملی ایران به ثبت رسیده است.